# Rombicosidodecaedro trigirato
In geometria solida, il rombicosidodecaedro trigirato è un poliedro con 62 facce che può essere costruito, come intuibile dal suo nome, ruotando di 36° tre delle cupole pentagonali non opposte e nemmeno adiacenti che possono essere individuate sulla superficie di un rombicosidodecaedro.

## Caratteristiche
Il rombicosidodecaedro trigirato è uno dei 92 solidi di Johnson, in particolare quello indicato come J75, ossia un poliedro strettamente convesso avente come facce dei poligoni regolari ma comunque non appartenente alla famiglia dei poliedri uniformi, ed è l'undicesimo di una serie di diciannove solidi archimedei modificati tutti facenti parte dei solidi di Johnson.
Per quanto riguarda i 60 vertici di questo poliedro, su ognuno di essi incidono una faccia pentagonale, due quadrate e una triangolare.

## Formule
Considerando un rombicosidodecaedro trigirato avente come facce dei poligoni regolari aventi lato di lunghezza {\displaystyle a}, le formule per il calcolo del volume {\displaystyle V} e della superficie {\displaystyle A} risultano essere:
{\displaystyle V={\frac {a^{3}}{3}}\left(60+29{\sqrt {5}}\right)\approx 41,6153238\ldots a^{3};}
{\displaystyle A=\left(30+5{\sqrt {3}}+3{\sqrt {25+10{\sqrt {5}}}}\right)a^{2}\approx 59,3059828\ldots a^{2}.}